# Vlasta Piližota
Vlasta Piližota (Osijek, 21. srpnja 1952.), hrvatska akademkinja.

## Životopis
Redovita je članica Hrvatske akademije znanosti i umjetnosti.

## Vanjske poveznice
- Vlasta Piližota Hrvatska tehnička enciklopedija, portal hrvatske tehničke baštine. LZMK